# 1888 en mathématiques
Cet article présente les faits marquants de l'année 1888 en mathématiques.

## Évènements
- 24 novembre : fondation de la New York Mathematical Society sur l'initiative de Thomas Fiske, qui devient le 1er juillet 1894 l'AMS (American Mathematical Society, ou Société Mathématique Américaine)[1].
- Le mathématicien allemand David Hilbert démontre son théorème des zéros, théorème central de la géométrie algébrique dans un article intitulé Sur la théorie des corps de nombres quadratiques[2].

## Publications
- Richard Dedekind : Was sind und was sollen die Zahlen ? (Que sont et à quoi servent les nombres ?) Le mathématicien allemand donne une construction rigoureuse des nombres réels à partir des nombres rationnels (méthode des coupures).
- Giuseppe Peano : Calcolo geometrico secondo l’Ausdehnungslehre di H. Grassmann, preceduto dalle operazioni della logica deduttiva (Calcul géométrique selon l'Ausdehnungslehre de H. Grassmann, précédé des opérations de logique déductive). Le mathématicien italien axiomatise entièrement l'algèbre linéaire.

## Prix
- 24 décembre : l'Académie des Sciences décerne le prix Bordin au mémoire de Sophie Kowalevski intitulé Sur le problème de la rotation d'un corps solide autour d'un point fixe[3]. Depuis les mathématiciens appellent cette sorte de gyroscope « le cas de Kowalevski »[4].

## Naissances

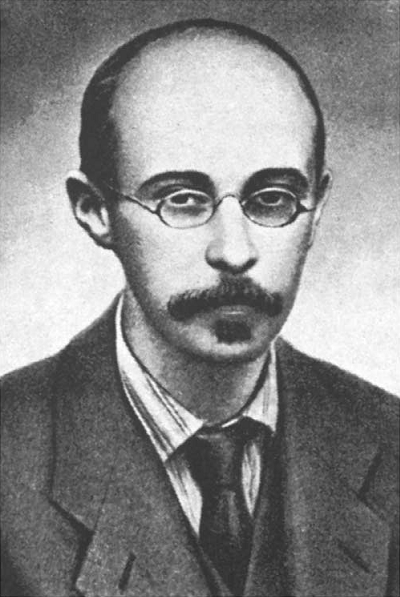
Alexandre Friedmann

- 8 janvier : Richard Courant (mort en 1972), mathématicien germano-américain.
- 28 janvier : Louis Mordell (mort en 1972), mathématicien américano-britannique.
- 6 février : Friedrich Wilhelm Levi (mort en 1966), mathématicien allemand.
- 21 février : Erich Trefftz (mort en 1937), mathématicien allemand.
- 2 avril : Antonio Signorini (mort en 1963), mathématicien italien.
- 6 juin : Otto Grün (mort en 1974), mathématicien allemand.
- 12 juin : Zygmunt Janiszewski (mort en 1920), mathématicien polonais.
- 24 juin : Georges Darmois (mort en 1960), mathématicien français.
- 29 juin: Alexandre Friedmann (mort en 1925), physicien et mathématicien russe.
- 2 juillet : Richard V. Southwell (mort en 1970), mathématicien anglais.
- 11 juillet : Jacob Tamarkin (mort en 1945), mathématicien russe et américain.
- 14 août : Julio Rey Pastor (mort en 1962), mathématicien espagnol.
- 19 septembre : James Waddell Alexander II (mort en 1971), mathématicien et topologue américain.
- 25 septembre : Stefan Mazurkiewicz (mort en 1945), mathématicien polonais.
- 17 octobre : Paul Bernays (mort en 1977), mathématicien suisse.
- 24 octobre : Maurice Janet (mort en 1983), mathématicien français.
- 23 novembre : Louis Antoine (mort en 1971), mathématicien français.

## Décès
- 27 mars : Francesco Faà di Bruno (né en 1825), prêtre catholique, officier et mathématicien italien.
- 3 avril : Axel Harnack (né en 1851), mathématicien germano-balte.
- 24 août : Rudolf Clausius (né en 1822), mathématicien et physicien allemand.